# Chuniphyes moserae
Chuniphyes moserae är en nässeldjursart som beskrevs av Totton 1954. Chuniphyes moserae ingår i släktet Chuniphyes och familjen Clausophyidae. Inga underarter finns listade i Catalogue of Life.